# Летисия
Лети́сия (исп. Leticia) — город, расположенный на юге (самая южная точка страны) Колумбии, основан в 1867 году. Столица департамента Амасонас. Город эффективно развивается в последнее время, несмотря на то, что находится далеко от основных городских центров страны и не имеет дорожного сообщения с ними. Важную часть в экономике города занимает коммерческая связь с Бразилией из-за его положения в качестве пограничного города на реке Амазонка.

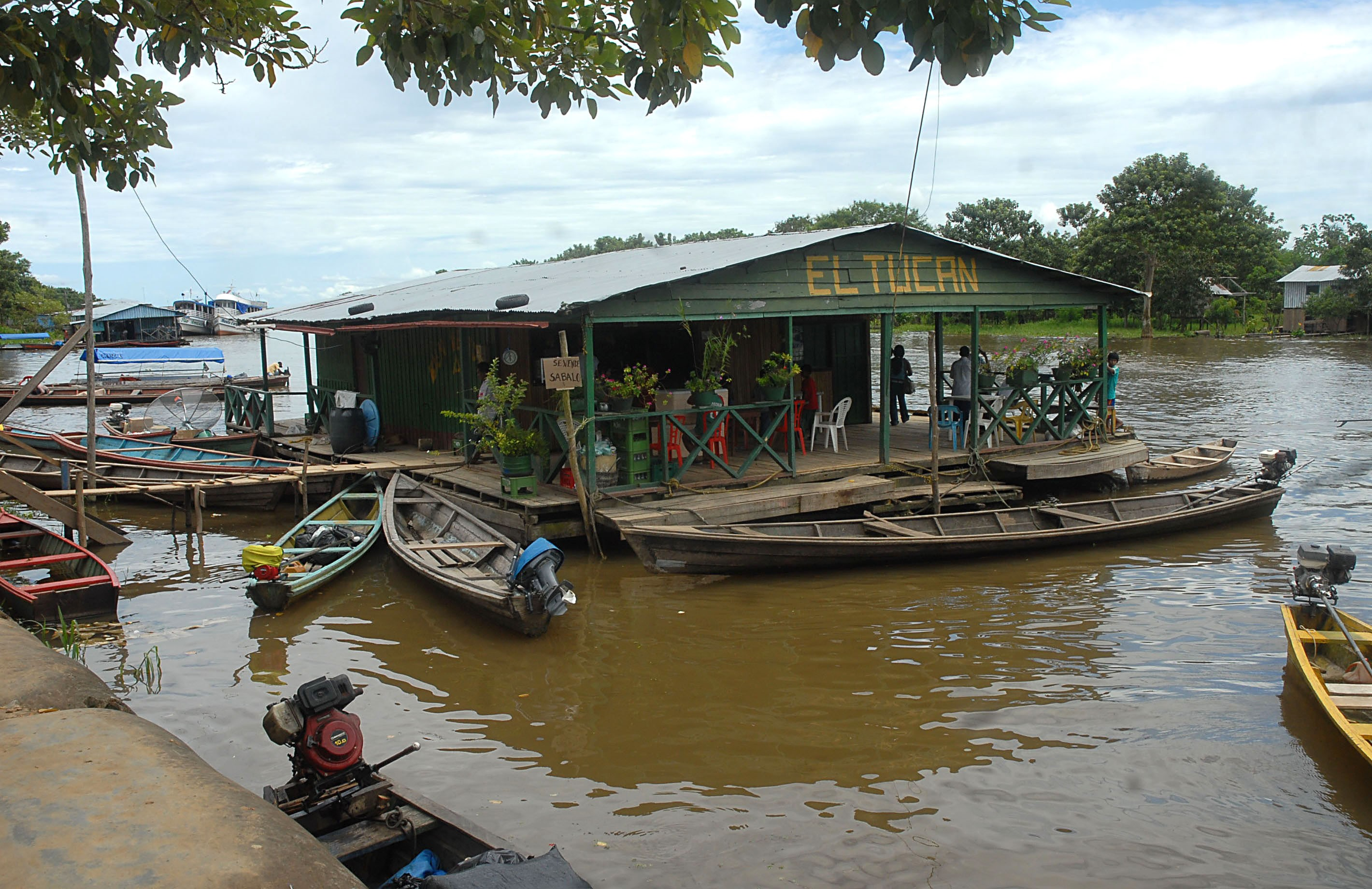

Расположен вплотную к пограничному стыку Трес-Фронтерас. Граничит с Бразилией (городом Табатинга) и Перу (с населённым пунктом Санта-Роса-де-Явари, по реке).
Из-за тесных связей с бразильским городом Табатинга экономика обоих городов сильно связана, в любом магазине можно расплатиться как колумбийским песо, так и бразильским реалом, население говорит в основном на портуньоле.
Несмотря на то что регион известен как пограничный стык 3 государств, отношения с Перу минимальны. Летисия и Табатинга связаны общей улицей, известной как Международный проспект в Колумбии и Авенида да Амизаде на Бразильской стороне. Проезд бесплатный, нет необходимости в паспорте или ином документе. Граница закрыта только на время выборов, будь то колумбийские или бразильские. В Перу же попасть сложнее проход по реке до Санта-Роса-де-Явари около 10 минут, поэтому сообщение с этой стороной сложнее.
Летисия и Табатинга настолько близки, что фактически образуют единый город или агломерацию, с населением чуть больше 100 000 жителей.
В городе расположен Международный аэропорт имени Альфредо Васкеса Кобо, а так же филиал Национального Университета Колумбии.

## Климат
| Показатель              | Янв. | Фев. | Март | Апр. | Май  | Июнь | Июль | Авг. | Сен. | Окт. | Нояб. | Дек. | Год  |
| ----------------------- | ---- | ---- | ---- | ---- | ---- | ---- | ---- | ---- | ---- | ---- | ----- | ---- | ---- |
| Абсолютный максимум, °C | 35,8 | 36,4 | 35,9 | 36,2 | 33,8 | 34,2 | 35,2 | 35,7 | 37,0 | 37,0 | 37,5  | 39,0 | 39,0 |
| Средний максимум, °C    | 30,5 | 30,6 | 30,5 | 30,3 | 29,9 | 29,3 | 29,6 | 30,6 | 31,1 | 31,3 | 31,0  | 30,6 | 30,4 |
| Средняя температура, °C | 25,9 | 26,0 | 26,1 | 25,9 | 25,8 | 25,1 | 25,0 | 25,6 | 25,9 | 26,2 | 26,1  | 25,9 | 25,7 |
| Средний минимум, °C     | 22,5 | 22,5 | 22,5 | 22,6 | 22,5 | 21,5 | 20,7 | 21,3 | 21,6 | 22,3 | 22,3  | 22,5 | 22,0 |
| Абсолютный минимум, °C  | 18,0 | 19,2 | 17,0 | 18,2 | 16,0 | 14,3 | 14,6 | 14,8 | 16,4 | 18,3 | 17,6  | 18,0 | 14,3 |
| Норма осадков, мм       | 353  | 340  | 357  | 349  | 277  | 209  | 157  | 172  | 243  | 263  | 301   | 289  | 1310 |
| Источник: IDEAM         |      |      |      |      |      |      |      |      |      |      |       |      |      |